# Sergio de Iudicibus
Sergio de Iudicibus (Bari, 25 de setembro de 1935) é um professor universitário e conferencista internacional de Contabilidade. 
É professor titular aposentado da Faculdade de Economia e Administração da Universidade de São Paulo (FEA-USP), da qual foi diretor e chefe do Departamento de Contabilidade e Atuária.
É professor do curso de mestrado em Ciências Contábeis e Financeiras da Pontifícia Universidade Católica de São Paulo (PUCSP).

## Formação acadêmica
| Período     | Formação                                    | Local                                   | |
| 1968        | Livre-docência.                             | Universidade de São Paulo, USP, Brasil. | Título: Contribuição à Avaliação de Estoques a Preços Correntes, Ano de obtenção: 1968. Grande área: Ciências Sociais Aplicadas / Área: Administração / Subárea: Ciências Contábeis. Setores de atividade: Educação superior.                                                            |
| 1966 - 1966 | Doutorado em Controladoria e Contabilidade. | Universidade de São Paulo, USP, Brasil. | Título: Contribuição à Teoria dos Ajustamentos Contábeis, talvez o primeiro trabalho teórico contábil sobre indexação, no Brasil, Ano de Obtenção: 1966. Orientador: Lenita Correa Camargo. Grande área: Ciências Sociais Aplicadas / Área: Administração / Subárea: Ciências Contábeis. |
| 1961 - 1963 | Aperfeiçoamento em Contabilidade e Atuária. | Universidade de São Paulo, USP, Brasil. | Título: Pós-graduação em Contabilidade (sem trabalho apresentado). Ano de finalização: 1963. |
| 1958 - 1961 | Graduação em Contabilidade e Atuária.       | Universidade de São Paulo, USP, Brasil. | Título: Bacharelado em Ciências Contábeis e Atuariais. |

## Principais Livros

### Como autor
- Análise de Balanços,
- Contabilidade Gerencial,
- Teoria da Contabilidade,..
- Análise de Custos,

Todos pela Editora Atlas.

### Como co-autor
- Introdução à Teoria da Contabilidade
- Contabilidade Comercial
- Curso de Contabilidade para Não Contadores
- Dicionário de Termos de Contabilidade

Todos pela Editora Atlas.
- Contabilidade Islâmica - Novas Edições Acadêmicas - Sérgio de Iudicibus - Ahmed Sameer El Khatib.[2]

### Como coordenador e co-autor
- Contabilidade Introdutória.
- Contabilidade Intermediária.
- Manual de Contabilidade das Sociedades por Ações.

Todos pela Editora Atlas.